# Claudia Michelsen
Pour les articles homonymes, voir Michelsen.
Claudia Michelsen, née à Dresde dans l'ex-RDA le 4 février 1969, est une actrice allemande.

## Filmographie partielle

### Au cinéma
- 1989 : L'Ascension du Chimborazo (Die Besteigung des Chimborazo) : Henriette Herz
- 1991 : Wer hat Angst vor Rot, Gelb, Blau? : Clarissa
- 1991 : Allemagne 90 neuf zéro : Charlotte Kestner / Dora
- 1995 : Brennendes Herz : Mieke
- 1995 : Das geborgte Nest
- 1999 : Clara : Clara
- 2000 : 3 Chinesen mit dem Kontrabass : Rike
- 2000 : Falling Rocks : Jessica
- 2001 : Le Tunnel (Der Tunnel) : Carola Langensiep
- 2004 : Napola - Elite für den Führer : Frau Stein
- 2006 : Die wilden Kerle 3 : Mutter Nerv
- 2006 : Maria an Callas : Anni Ritz
- 2006 : Fay Grim : Judge
- 2006 : Le Secret de Paula : Susanne Steinhof
- 2006 : Sackratten : Casterin
- 2007 : 42plus : Christine
- 2009 : La Papesse Jeanne (Die Päpstin) : Richilde
- 2009 : Mensch Kotschie : Karin Kotschie
- 2010 : Il était une fois un meurtre (Das letzte Schweigen) : Julia Friedrich
- 2014 : Der kleine Drache Kokosnuss : Adele (voix)
- 2014 : Honig im Kopf : Oberin

- 2016 : Braquage à l'allemande (Vier gegen die Bank) de Wolfgang Petersen : Susanne Schumacher
- 2018 : La fin de la vérité (Das Ende der Wahrheit (de)) de Philipp Leinemann (de) : Dr Aline Schilling

### À la télévision
- 2011 : Le Chinois (Der Chinese) de Peter Keglevic : Vivi Sundberg, officier de police
- 2016-2021 : Berlin 56 : Catarina Schöllack
- 2017 : The Same Sky : Dagmar  Cutter